# 안킬로사우루스
안킬로사우루스(Ankylosaurus)는 백악기 후기 (약 6800만년 ~ 6550만년 전)에 살았던 공룡이다. 속명의 뜻은 '휘어진, 구부러진'을 의미하는 그리스어 'ankulos(αγκυλος)'와 '도마뱀을 의미하는 'sauros(σαυρος)'가 합쳐진 '융합된 도마뱀'을 의미한다. 이 속명은 종종 '뻣뻣한 도마뱀' 또는 '구부러진 도마뱀'으로 불리기도 한다.

## 발견

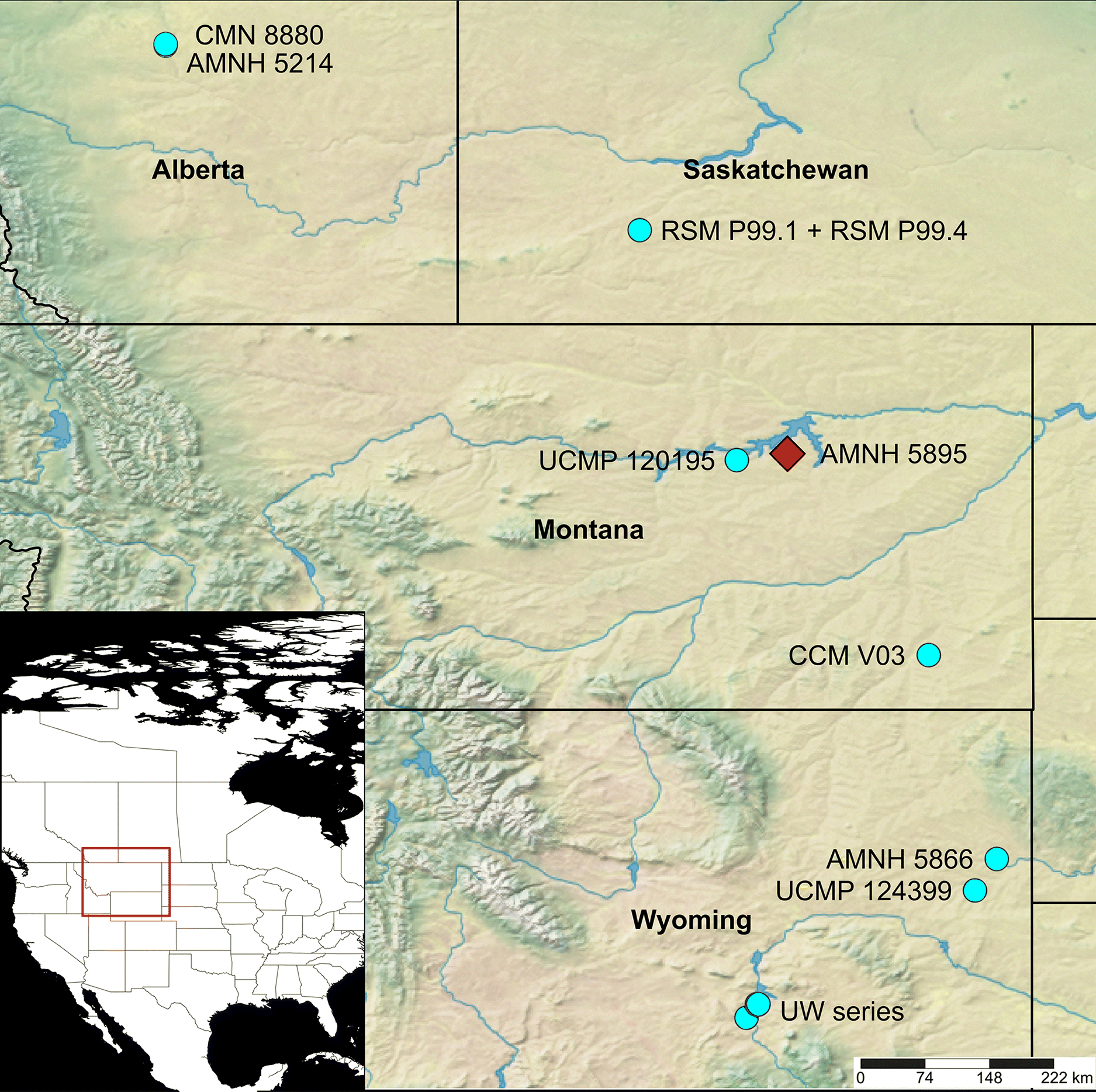
안킬로사우루스의 화석이 발견된 장소를 나타내는 지도. 빨간색 점으로 표시된 곳이 발견 장소이다.

최초의 안킬로사우루스 화석은 1906년 미국의 고생물학자 바넘 브라운이 이끄는 미국 자연사 박물관 원정대가 몬타나 주 길버트 크릭 근처 헬 크릭 지층에서 발견되었다. 이 샘플은 수집가 피터 카이센에 의해 발견되었으며, 화석에는 두개골의 상부 부분, 이빨 두 개, 어깨 대퇴부, 경추, 흉추, 꼬리 척추, 늑골을 포함한 30개 이상의 뼈들이 포함되어 있었다. 바넘 브라운은 이후 1908년에 공식적으로 기술했다.

## 특징

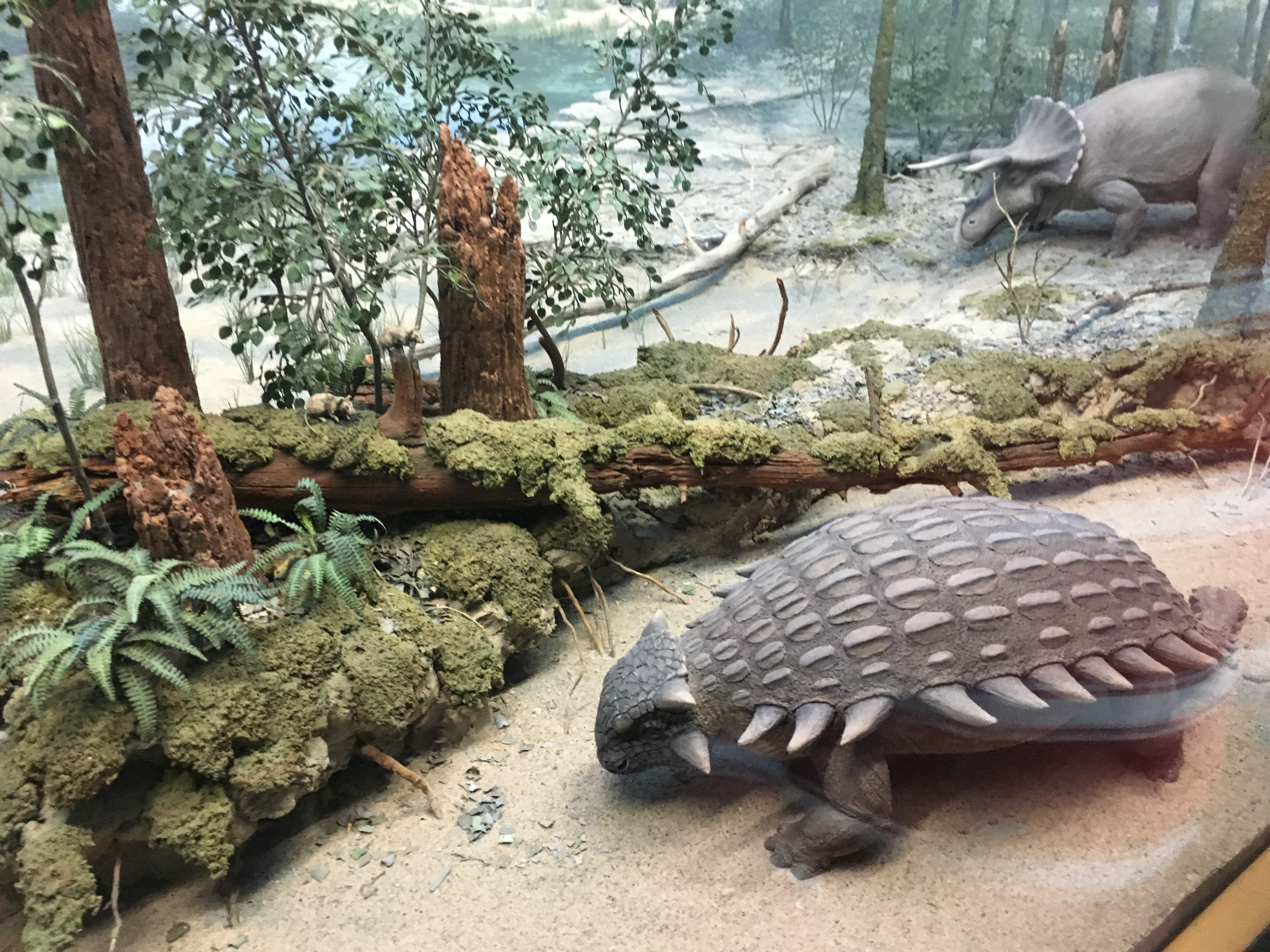
로얄 앨버타 박물관에 전시된 안킬로사우루스 모형

안킬로사우루스의 몸길이는 6~11m이고, 몸무게는 4.8~8t인 것으로 추정된다. 넓고 낮은 두개골을 가졌고, 머리 뒤쪽에서 뒤쪽으로 향하는 두 개의 뿔과 이 아래로 향하는 또 다른 두 개의 뿔이 있었다. 콧구멍이 앞쪽이 아닌 옆쪽을 향해 있었고, 입 안에는 작은 잎사귀 모양의 이빨이 나란히 나 있었다. 갑옷이 목 전체를 덮고 있었으며, 꼬리 끝에는 큰 망치 모양의 곤봉이 있었는데, 이는 주로 천적을 상대로 방어하거나 같은 안킬로사우루스 사이의 격투에서 사용되었을 것으로 추정된다. 또한, 평소 안킬로사우루스는 느린 속도로 이동했으나, 위급한 상황에서는 잠시 동안 빨리 달릴 수 있었을 것이라고 추측된다. 안킬로사우루스의 가까운 친척으로는 아노돈토사우루스와 에우오플로케팔루스가 있다.